# Schellingerland II (schip, 1932)
De Schellingerland II is een schip dat onder verschillende namen in verschillende landen veerdiensten heeft onderhouden. 
- van 1932 tot 1947 als Royal Iris II voor de gemeentelijke veerdienst van Wallasey, Groot- Brittannië, op de Mersey (Wallasey - Liverpool v.v.) Royal Iris II, omdat haar voorgangster na verkoop in de vaart is gebleven als 'Royal Iris'.
- van 1947 tot 1950 als Royal Iris, nadat de oude boot met die naam was hernoemd.
- van 1950 tot 1956 als St. Hilary i.v.m. de bouw van een nieuwe 'Royal Iris'
- van 1957 tot 1971 als Haringvliet op de route Middelharnis - Hellevoetsluis.
- van 1972 tot 1974 als Schellingerland II tussen Harlingen  en Terschelling
- van 1974 tot 1980 als Schellingerland, na verkoop van de oude Schellingerland (ex-Dokter Wagemaker) op dezelfde route
- van 1981 tot 1982 als Girne voor een veerdienst vanuit Kyrenia, (Turks deel van) Cyprus

Na de dienst in Engeland werd het schip in 1956 verkocht voor de sloop aan Stolks Handelsonderneming, Hendrik-Ido-Ambacht. Het volledig gestripte casco werd echter gekocht door de provincie Zuid-Holland, die het verhuurde aan de Rotterdamsche Tramweg Maatschappij (RTM). Deze maatschappij onderhield tram- en veerdiensten in het Zuid-Hollandse en Zeeuwse eilandengebied en kampte op het veer Middelharnis - Hellevoetsluis met een nijpend tekort aan autocapaciteit. Omdat de afsluiting van de zeearmen in Zuidwest-Nederland in het kader van de Deltawerken de veerdienst t.z.t. overbodig zou maken, zocht de provincie een betaalbare, tijdelijke voorziening. Deze werd gevonden bij de sloper bij een schip met een lengte/breedteverhouding van circa 3 : 1, ongewoon voor een passagiersschip, maar ideaal voor een autoveerboot.
Het schip was relatief langzaam en had een geringe passagierscapaciteit, maar kon wel 50 auto's vervoeren. Deze boot dankte haar ongewone verschijning aan het feit dat de sloper het casco al volledig had gestript toen zij werd aangekocht voor de veerdienst over het Haringvliet. Op functionele wijze in 1956 bij Werf Verschure in Amsterdam verbouwd tot zijladingveerboot voor auto’s en passagiers was deze boot een geslaagde noodgreep, waarmee de periode tot het gereedkomen van de Deltadammen kon worden overbrugd. Bij de werf werd een volledig nieuwe opbouw geplaatst. Het schip heeft tussen 1957 en 1971 de veerdienst onderhouden tussen Hellevoetsluis en Middelharnis. Bij de openstelling van de Haringvlietdam voor autobussen op 14 augustus 1971 maakte het schip zijn laatste reis op deze route en werd in de vluchthaven Zijpe opgelegd voor de verkoop.
Een rederij in Ancona, Italië, wilde de Haringvliet wel overnemen, maar de koop ging niet door wegens de kosten van het transport naar de nieuwe thuishaven.
Het autovervoer bleef Rederij Doeksen's zorgenkind in de jaren zestig. De voormalige Texelse boten Noord-Nederland en Schellingerland konden het maar net aan. In 1971 kon de overbodig geworden autoveerboot van de RTM worden overgenomen. Op 21 oktober 1971 werd de Haringvliet verkocht aan Terschellinger Stoomboot Maatschappij (Rederij Doeksen) op Terschelling. Het schip kwam in dienst om het steeds groeiende autovervoer het hoofd te kunnen bieden, waarmee de situatie verbeterde. Ook voor Doeksen was zij een ideale auto- en vrachtboot in de tussenfase vóór overschakeling op ro/ro-vervoer.
Het schip kwam op 4 januari 1972 in dienst als Schellingerland II, maar na de afvoer van de Schellingerland I in 1974 kreeg het schip bij de Oranjewerf in Amsterdam een grotere salon en kwam het als Schellingerland weer in de vaart. In 1981 nam de nieuwe Schellingerland de route over.
In april 1981 werd het schip verkocht aan Gidenay Navigation Co. Ltd., Kyrenia op het Turkse deel van Cyprus. Na een werfbeurt bij Scheepswerf Welgelegen in Harlingen vertrok het naar Cyprus, onder de nieuwe naam Girne, geregistreerd in Panama. Girne is de Turkse naam voor Kyrenia. Het schip kwam op 6 juni 1981 aan in Kyrenia en werd in dienst gesteld, maar op 4 november 1982 wegens onbetaalde rekeningen aan de ketting gelegd in Famagusta, op het Turkse deel van Cyprus. Daar is het 5 juni 1983 illegaal vertrokken met onbekende bestemming. 12 juli 1983 werd het opgelegd gezien in de Zuid-Franse haven La Seyne (nabij Toulon). Daarna is het nog op 3 augustus 1992 gesignaleerd in de Zuid-Franse haven Port Leucate in verregaande staat van verwaarlozing Waarschijnlijk is het uiteindelijk in Frankrijk gesloopt.